# Ouanobian
Ouanobian est une localité située dans le département de Pissila de la province du Sanmatenga dans la région Centre-Nord au Burkina Faso.

## Géographie
Ouanobian se trouve à 3 km à l'est de Firka, à 12 km au nord-est de Pissila, le chef-lieu du département, et à environ 42 km au nord-est de Kaya, la capitale régionale. La commune est traversée par la route nationale 3 (RN 3), un axe important reliant à Tougouri à Kaya.

## Économie
L'économie de Ouanobian repose sur l'agro-pastoralisme et le commerce de son marché favorisé par sa position sur la RN 3.

## Éducation et santé
Le centre de soins le plus proche de Ouanobian est le centre de santé et de promotion sociale (CSPS) de Firka tandis que le centre hospitalier régional (CHR) se trouve à Kaya.
Le village possède une école primaire publique et un collège d'enseignement général (CEG) tandis que le lycée départemental est à Pissila.